# 长花黑粉菌
长花黑粉菌（学名：Ustilago longiflora）是属于黑粉菌目黑粉菌科黑粉菌属的一种真菌，寄生在马唐属植物上。该种分布于中国、印度。